# Paramathes tibetica
Paramathes tibetica là một loài bướm đêm trong họ Noctuidae.